# Hall of Fame Tennis Championships 1981
L'Hall of Fame Tennis Championships 1981 è stato un torneo di tennis giocato sull'erba dell'International Tennis Hall of Fame di Newport negli Stati Uniti. È stata la 6ª edizione del torneo che fa parte del Volvo Grand Prix 1981. Il torneo si è giocato dal 6 al 12 luglio 1981.

## Campioni

### Singolare maschile
Johan Kriek ha battuto in finale  Hank Pfister con il punteggio di 3–6, 6–3, 7–5

### Doppio maschile
Brad Drewett /  Erik Van Dillen hanno battuto in finale  Kevin Curren /  Billy Martin con il punteggio di 6–2, 6–4